# A Mariña Occidental
A Mariña Occidental egy comarca (járás) Spanyolország Galicia autonóm közösségében, Lugo tartományban. Székhelye .

## Települések
A székhely neve félkövérrel szerepel.
- Cervo
- Ourol
- O Vicedo
- Viveiro
- Xove

1. ↑  https://www.ine.es/dynt3/inebase/index.htm?padre=525